# Patrick Cantlay
Patrick Cantlay, né le 17 mars 1992 à Long Beach, est un golfeur professionnel américain évoluant sur le PGA Tour. 

## Victoires Professionnelles (4)

### Victoires sur le PGA Tour (3)
| Legend                               |
| Tournois Majeurs (0)                 |
| Autres victoires sur le PGA Tour (3) |

| No. | Date            | Tournois                             | Score           | Rapport au par | Ecart de victoire | Adversaire(s)            |
| --- | --------------- | ------------------------------------ | --------------- | -------------- | ----------------- | ------------------------ |
| 1   | 5 novembre 2017 | Shriners Hospitals for Children Open | 67-71-70-67=275 | −9             | Playoff           | Alex Čejka Kim Meen-whee |
| 2   | 2 juin 2019     | Memorial Tournament                  | 68-69-68-64=269 | −19            | 2 coups           | Adam Scott               |
| 3   | 25 octobre 2020 | Zozo Championship                    | 67-65-68-65=265 | −23            | 1 coup            | Jon Rahm Justin Thomas   |

### Victoires sur d'autres circuits (1)
| Legend                               |
| Victoires sur le Korn Ferry Tour (1) |

| No. | Date        | Tournois              | Score           | Rapport au par | Ecart de victoire | Adversaire(s) |
| --- | ----------- | --------------------- | --------------- | -------------- | ----------------- | ------------- |
| 1   | 3 mars 2013 | Colombia Championship | 67-68-65-66=266 | −18            | 4 coups           | Jim Renner    |

## Tournois Majeurs

### Résultats par saison
| Tournoi          | 2011 | 2012 | 2013 | 2014 | 2015 | 2016 | 2017 | 2018 | 2019 | 2020 |
| ---------------- | ---- | ---- | ---- | ---- | ---- | ---- | ---- | ---- | ---- | ---- |
| Masters          |      | T47  |      |      |      |      |      | CUT  | T9   | T17  |
| US Open          | T21  | T41  |      |      |      |      |      | T45  | T21  | T43  |
| Open britannique |      |      |      |      |      |      |      | T12  | T41  | n/a  |
| PGA Championship |      |      |      |      |      |      | T33  | T27  | T3   | T43  |

- Victoire
- Top 10
- Did not play, non disputé
- CUT : éliminé après les deux premiers tours d'un tournoi
- T : Place partagée

### Résumé
| Tournoi          | Victoires | 2e | 3e | Top-5 | Top-10 | Top-25 | Participations | Cuts réussis |
| ---------------- | --------- | -- | -- | ----- | ------ | ------ | -------------- | ------------ |
| Masters          | 0         | 0  | 0  | 0     | 1      | 2      | 4              | 3            |
| US Open          | 0         | 0  | 0  | 0     | 0      | 2      | 5              | 5            |
| Open britannique | 0         | 0  | 0  | 0     | 0      | 1      | 2              | 2            |
| PGA Championship | 0         | 0  | 1  | 1     | 1      | 1      | 4              | 4            |
| Totaux           | 0         | 0  | 1  | 1     | 2      | 6      | 15             | 14           |

- Record de cuts consécutifs réussis : 10 (US Open 2018 – Masters 2020) [série en cours].
- Plus longue série de Top-10 : 2 (Masters 2019 – PGA Championship 2019).

### Résultats au Players Championship
| Tournoi                  | 2017 | 2018 | 2019 |
| ------------------------ | ---- | ---- | ---- |
| The Players Championship | T22  | T23  | CUT  |

CUT = : éliminé après les deux premiers tours d'un tournoi

T : Place partagée

### Résultats dans leChampionnat du monde
| Tournoi      | 2017 | 2018 | 2019 | 2020 |
| ------------ | ---- | ---- | ---- | ---- |
| Championship |      | T30  | T6   |      |
| Match Play   |      | T17  | T24  | n/a1 |
| Invitational |      | T6   | T12  | T35  |
| Champions    | T15  | T7   |      | n/a1 |

- Victoire
- Top 10
- Did not play
- CUT : éliminé après les deux premiers tours d'un tournoi
- T : Place partagée

1 Tournoi annulé en raison de la pandémie de Covid-19

## Carrière sur lePGA Tour
| Saison | Tournois disputés | Cuts réussis | Victoires | 2e | 3e | Top-10 | Top-25 | Meilleure performance | Dotations (en USD) | Classement Prize Money |
| ------ | ----------------- | ------------ | --------- | -- | -- | ------ | ------ | --------------------- | ------------------ | ---------------------- |
| 2011   | 5                 | 5            | 0         | 0  | 0  | 1      | 4      | T9                    | N/A[a]             | N/A                    |
| 2012   | 7                 | 6            | 0         | 0  | 0  | 0      | 0      | T31                   | 0 105 526          | N/A                    |
| 2013   | 7                 | 2            | 0         | 0  | 0  | 1      | 1      | T9                    | 0 195 411          | N/A                    |
| 2014   | 5                 | 2            | 0         | 0  | 0  | 0      | 1      | T23                   | 0 76 131           | 212                    |
| 2015   | 1                 | 1            | 0         | 0  | 0  | 0      | 0      | 76                    | 0 11 468           | 249                    |
| 2016   | —                 | —            | —         | —  | —  | —      | —      | —                     | —                  | N/A                    |
| 2017   | 13                | 13           | 0         | 1  | 1  | 4      | 8      | 2                     | 2 049 632          | 47                     |
| 2018   | 23                | 21           | 1         | 0  | 0  | 7      | 15     | 1                     | 3 963 962          | 20                     |
| 2019   | 21                | 18           | 1         | 2  | 2  | 9      | 17     | 1                     | 6 121 488          | 4                      |
| 2020   | 12                | 11           | 0         | 1  | 0  | 3      | 7      | 2                     | 2 118 336          | 36                     |
| Total  | 94                | 79           | 2         | 4  | 3  | 25     | 53     | 1                     | 14 641 954         | 131                    |

a Cantlay jouait en amateur.